# Alajú
 (mars 2022).
L'alajú ou alajuz est une friandise en forme de gâteau, typique de la Castille, de la province de Cuenca, en Espagne, traditionnellement élaborée à partir d'une pâte à base d'amandes, de chapelure grillée, d'épices fines et de miel bien cuit, recouverte de deux gaufrettes de part et d'autre du gâteau ; parfois des noix et parfois des pignons sont utilisés à la place des amandes.

## Caractéristiques
L'alajú est également typique de certaines zones de Valence limitrophes de Castille-La Manche, notamment dans la région d'Utiel-Requena, cette dernière ayant des traditions plus castillanes que valenciennes, car elle faisait administrativement partie de la province de Cuenca jusqu'en 1851. Il est également consommé dans la ville de Moratalla, au nord-ouest de la région de Murcie, et dans toute la région d'Alcarria, y compris au sud de Guadalajara, en raison de l'abondance et de la qualité du miel nécessaire à son élaboration. Son nom vient de la langue de ses inventeurs, les Arabes, al-hasú, qui signifie « bourré »,.
C'était également un dessert typique de Tudela, et sa recette est pratiquement la même que celle utilisée actuellement à Cuenca. C'est un dessert qui est pratiquement perdu et dont il ne reste que des références écrites à son existence. Actuellement, deux turrones sont fabriqués avec une composition similaire, appelés miel royo et turrón royo, qui se distinguent de l'alajú par le fait qu'ils ne contiennent pas de chapelure.
Dernièrement, l'alajú a fait un retour en force grâce à sa promotion dans les médias et les activités populaires. 